# Naruto Shippuden: Ultimate Ninja Storm Revolution
Naruto Shippuden: Ultimate Ninja Storm Revolution (NARUTO - ナルト - 疾風伝ナルティメットストーム REVOLUTION?, Naruto Shippūden: Narutimetto Sutōmu Reboryūshon) è un picchiaduro adattato dal manga Naruto sviluppato da CyberConnect2 e pubblicato da Namco Bandai su PlayStation 3, Xbox 360 e Microsoft Windows. Il gioco è uscito l'11 settembre 2014 in Giappone, il 12 settembre 2014 in Europa e il 16 settembre 2014 negli Stati Uniti, la versione per Steam è stata resa disponibile il 16 settembre 2014 È il quinto capitolo della serie Ninja Storm e il seguito di Naruto Shippūden: Ultimate Ninja Storm 3. Nel gioco si hanno a disposizione più di 100 personaggi giocabili, compresi i personaggi di supporto, tra cui due disegnati da Masashi Kishimoto stesso.

## Modalità di gioco

### Torneo Mondiale dei Ninja
In questo capitolo non è presente la tipica modalità storia, sostituita questa volta dal torneo mondiale dei Ninja, diviso in vari gradi: D C B A S S+, ambientato sull'isola del festival, interamente esplorabile. La novità principale di questo capitolo sono le battaglie Brawl fra 4 personaggi, necessarie per poter proseguire nel torneo.

### Avventura Ninja
Nell'avventura ninja sono presenti battaglie costituite da intermezzi stile anime, che contano più di un'ora di scene. Questa modalità prevede la storia della creazione dell'Organizzazione Alba, la storia di Shisui Uchiha e il team Minato.

### Modalità VS
Sostanzialmente non presenta variazioni rispetto al precedente capitolo, tranne la possibilità di personalizzazione del personaggio (possiamo personalizzare qualsiasi personaggio a nostro piacimento) e la modalità campionato (una competizione dove si sfidano almeno 4 personaggi. La novità principale è la possibilità di scegliere il tipo di combattimento prima di iniziare la battaglia, tra Tecnica Suprema, Risveglio e Azione. Inoltre, sono presenti varie tecniche combinate.

## Personaggi giocabili
- Naruto Uzumaki (Teriosfera/Arte eremitica: Rasengan concatenato titanico/Arte del vento: Rasen shuriken)
- Naruto Uzumaki (Modalità eremita)
- Naruto Uzumaki (Modalità collegamento con Kurama)
- Sakura Haruno (Guerra dei Ninja/Abiti quotidiani)
- Sai (Guerra dei Ninja/Abiti quotidiani)
- Shikamaru Nara (Guerra dei Ninja/Abiti quotidiani)
- Choji Akimichi (Guerra dei Ninja/Abiti quotidiani)
- Ino Yamanaka (Guerra dei Ninja/Abiti quotidiani)
- Rock Lee (Guerra dei Ninja/Abiti quotidiani)
- Neji Hyuga (Guerra dei Ninja/Abiti quotidiani)
- Tenten (Guerra dei Ninja/Abiti quotidiani)
- Kiba Inuzuka (Guerra dei Ninja/Abiti quotidiani)
- Shino Aburame (Guerra dei Ninja/Abiti quotidiani)
- Hinata Hyuga (Guerra dei Ninja/Abiti quotidiani)
- Kakashi Hatake (Taglio del fulmine: Velocità/Guerra dei Ninja/Kamui/Taglio del fulmine: Doppia scossa)
- Yamato
- Asuma Sarutobi (Resurrezione/Normale)
- Gai Maito (Hirudora/Pavone del mattino)
- Iruka Umino
- Konohamaru Sarutobi
- Il primo Hokage: Hashirama Senju
- Il primo Hokage: Hashirama Senju (Resurrezione)
- Tsunade
- Jiraiya
- Kushina Uzumaki
- Minato Namikaze (Jonin/Hokage)
- Minato Namikaze (Resurrezione)
- Kakashi Hatake giovane
- Obito Uchiha giovane
- Mecha-Naruto
- Il secondo Hokage: Tobirama Senju (Resurrezione/Normale)
- Il terzo Hokage: Hiruzen Sarutobi (Resurrezione/Normale)
- Danzo Shimura
- Gaara Kazekage (Guerra dei Ninja)
- Gaara Kazekage (Conferenza dei cinque Kage/Forza portante)
- Kankuro (Guerra dei Ninja/Conferenza dei cinque Kage/Abiti quotidiani)
- Temari (Guerra dei Ninja/Conferenza dei cinque Kage/Abiti quotidiani)
- Vecchia Chiyo
- Raikage: Ay (Lampo diretto/Liger Bomb)
- Darui
- Killer Bee (Pelle di Squalo)
- Killer Bee
- Tsuchikage: Oonoki
- Mizukage: Mei Terumi
- Il secondo Mizukage (Resurrezione)
- Il secondo Tsuchikage (Resurrezione)
- Il terzo Raikage (Resurrezione)
- Il quarto Kazekage (Resurrezione)
- Mifune
- Hanzo (Resurrezione)
- Nagato (Resurrezione)
- Zabuza Momochi (Resurrezione/Normale)
- Haku (Resurrezione/Normale/Maschera)
- Sasuke Uchiha (Normale/Veste nera)
- Sasuke Uchiha (Taka)
- Sasuke Uchiha (Mangekyo Sharingan eterno/Conferenza dei cinque Kage)
- Suigetsu Hozuki
- Karin
- Jugo
- Uomo mascherato
- Tobi (Guerra dei Ninja)
- Obito Uchiha
- Madara Uchiha (Resurrezione risoluta/Resurrezione)
- Itachi Uchiha (Spada Totsuka/Tsukuyomi)
- Itachi Uchiha (Resurrezione)
- Kisame
- Kakuzu (Normale/La creazione di Alba)
- Hidan (Normale/La creazione di Alba)
- Sasori (Normale/La creazione di Alba)
- Deidara (Resurrezione/Normale/La creazione di Alba)
- Tobi
- Konan
- Pain
- Shisui Uchiha
- Orochimaru (Normale/La creazione di Alba)
- Kabuto Yakushi
- Kabuto Yakushi (Mantello del serpente)
- Kabuto Yakushi (Modalità eremita)
- Kimimaro
- Yugito Nii (Resurrezione/Normale)
- Yagura (Resurrezione/Normale)
- Roshi (Resurrezione/Normale)
- Han (Resurrezione/Normale)
- Utakata (Resurrezione/Normale)
- Fuu (Resurrezione/Normale)
- Parte 1 Naruto Uzumaki
- Parte 1 Sasuke Uchiha (Secondo completo/Veste nera)
- Parte 1 Sakura Haruno
- Parte 1 Shikamaru Nara (Primo completo/Completo da Chunin)
- Parte 1 Ino Yamanaka
- Parte 1 Choji Akimichi
- Parte 1 Rock Lee
- Parte 1 Neji Hyuga
- Parte 1 Tenten
- Parte 1 Kiba Inuzuka
- Parte 1 Shino Aburame
- Parte 1 Hinata Hyuga
- Parte 1 Gaara della Sabbia (Secondo completo/Primo completo)
- Parte 1 Kankuro (Secondo completo/Primo completo)
- Parte 1 Temari (Secondo completo/Primo completo)

### Personaggi di supporto
- Cee
- Kurotsuchi
- Akatsuchi
- Ao
- Chojuro
- Fu
- Torune
- Jirobo
- Kidomaru
- Sakon/Ukon
- Tayuya
- Kurenai Yuhi
- Anko Mitarashi
- Shizune

## Edizioni
Il gioco è stato pubblicato in due "collector's edition" chiamate Rivals Day One Edition e Samurai Edition. La prima include due costumi esclusivi, ovvero Naruto vestito come Sasuke Uchiha, e Sasuke vestito come Naruto. La "Samurai Edition" include una action figure di 17 cm di Naruto vestito da samurai (prodotta in esclusiva per il gioco) e una custodia metallica originale per il gioco. Il gioco inoltre include l'anime Naruto Shippūden Sunny Side Battle!!!, creato appositamente per questa edizione.

## Contenuti aggiuntivi
| Nome                                        | Data di uscita    | Descrizione |
| ------------------------------------------- | ----------------- | --- |
| Pacchetto costume forza portante 1 (4 tipi) | 17 settembre 2014 | Contiene Naruto (veste bianca), Killer Bee (veste bianca), Fuu (veste bianca) e Utakata (veste bianca) come costumi per i seguenti personaggi giocabili. |
| Pacchetto costume forza portante 2 (5 tipi) | 17 settembre 2014 | Contiene Gaara (veste bianca), Yugito (veste bianca), Yagura (veste bianca), Roshi (veste bianca) e Han (veste bianca) come costumi per i seguenti personaggi giocabili. |
| Pacchetto abiti estivi (4 tipi)             | 24 settembre 2014 | Contiene Sakura (abiti estivi), Ino (abiti estivi), Hinata (abiti estivi) e Tenten (abiti estivi) come costumi per i seguenti personaggi giocabili. |
| Pacchetto abiti eleganti (6 tipi)           | 1 ottobre 2014    | Contiene Naruto (abito elegante),Sasuke (abito elegante), Shikamaru (abito elegante), Gaara (abito elegante), Sai (abito elegante) e Minato (abito elegante) come costumi per i seguenti personaggi giocabili. |
| Pacchetto vario 1 (5 tipi)                  | 8 ottobre 2014    | Contiene Il Terzo Hokage (costume da Hokage), Itachi (senza mantello), Kakashi (costume battaglia con Kakuzu), Il Primo Hokage (costume da Hokage) e Zabusa (costume del villaggio della Nebbia) come costumi per i seguenti personaggi giocabili.                                                                                         |
| Pacchetto vario 2 (6 tipi)                  | 15 ottobre 2014   | Contiene Madara (veste nera), Karin (Taka), Jugo (Taka), Suigetsu (Taka), Mifune (incontro dei cinque Kage) e Naruto parte 1 (pigiama) come costumi per i seguenti personaggi giocabili. |
| Pacchetto vario 3                           | 22 ottobre 2014   | Contiene Kushina (ROAD TO NINJA), Nagato (primo completo Alba), Konan (primo completo Alba) e Pain (primo completo Alba) come costumi per i seguenti personaggi giocabili. |
| Pacchetto resurrezione/prima di morire      | 29 ottobre 2014   | Contiene Sasori (Resurrezione), Kakuzu (Resurrezione), Chiyo (Resurrezione), Kimimaro (Resurrezione), Hanzo (prima di morire), Il quarto Kazekage (prima di morire), Il terzo Raikage (prima di morire), Il secondo Tsuchikage (prima di morire) e Il secondo Mizukage (prima di morire) come costumi per i seguenti personaggi giocabili. |